# Persatuan Sepakbola Indonesia Bandung
El Persib (acrònim de Persatuan Sepakbola Indonesia Bandung), més conegut com a Persib Bandung, és un club de futbol indonesi de la ciutat de Bandung, Java Occidental.

## Història
El Persib fou fundat el 14 de març de 1933 amb el nom de BIVB (Bandoeng Inlandsche Voetbal Bond). Fou un dels clubs fundadors de la Federació Indonèsia (PSSI) el 19 d'abril de 1930.

## Palmarès
- Lliga indonèsia de futbol: 
  - 1994/95
  - 2014/15
- Lliga amateur indonèsia de futbol: 
  - 1937, 1961, 1986, 1990, 1994